# Dalea
Dalea és un gènere de plantes amb flors dins la família de les fabàcies. Els membres d'aquest gènere reben en anglès el nom de prairie clover (trèvols de la praderia) o indigo bush (arbust de l'anyil). Reben el seu nom científic del cognom del farmacèutic anglès Samuel Dale (1659-1739). Són plantes natives del Nou Món des del Canadà a l'Argentina. Prop de la meitat de les espècies són endèmiques de Mèxic.

## Diversitat
D'aquest gènere hi ha entre 160 i 165 espècies.

## Taxonomia
Segons:
| - Dalea abietifolia (Rydb.) Bullock - Dalea adenopoda (Rydb.) Isely – Tampa prairie clover - Dalea aenigma Barneby - Dalea albiflora A.Gray – whiteflower prairie clover - Dalea ananassa Barneby - Dalea aurea C.Fraser – golden prairie clover - Dalea austrotexana B.L.Turner - Dalea ayavacensis Kunth - Dalea bacchantum Barneby - Dalea bartonii Barneby – Warnock's prairie clover, Cox's dalea - Dalea bicolor Willd. – silver prairie clover - Dalea boliviana Britton - Dalea boraginea Barneby - Dalea botterii (Rydb.) Barneby - Dalea brandegei (Rose) Bullock - Dalea brachystachya A.Gray – Fort Bowie prairie clover - Dalea caeciliae Harms - Dalea cahaba – Cahaba prairie clover - Dalea candida Willd. – white prairie clover, white tassel-flower - Dalea capitata S.Watson - Dalea carnea (Michx.) Poir. – whitetassels - Dalea carthagenensis (Jacq.) J.F.Macbr. – Cartagena prairie clover - Dalea ceciliana – Cecilia's prairie clover - Dalea choanosema Barneby - Dalea chrysophylla Barneby - Dalea cinnamomea Barneby - Dalea cliffortiana Willd. - Dalea compacta Spreng. – compact prairie clover - Dalea confusa (Rydb.) Barneby - Dalea cora Barneby - Dalea crassifolia Hemsl. - Dalea cuatrecasasii Barneby - Dalea cuniculo-caudata Paul G. Wilson - Dalea cyanea Greene - Dalea cylindrica Hook. - Dalea cylindriceps Barneby – Andean prairie clover - Dalea daucosma Barneby - Dalea dipsacea Barneby - Dalea dispar C.V.Morton - Dalea dorycnoides DC. - Dalea elata Hook. & Arn. - Dalea elegans Hook. & Arn. - Dalea emarginata (Torr. & A.Gray) Shinners – wedgeleaf prairie clover - Dalea enneandra Nutt. – nineanther prairie clover - Dalea eriophylla S.Watson - Dalea erythrorhiza Greenm. - Dalea escobilla Barneby - Dalea exigua Barneby – Chihuahuan prairie clover - Dalea exserta (Rydb.) Gentry – Mexican prairie clover - Dalea feayi (Chapman) Barneby – Feay's prairie clover - Dalea filiciformis Robinson & Greenm. - Dalea fieldii (J.F.Macbr.) J.F.Macbr. - Dalea filiformis A.Gray – Sonoran prairie clover - Dalea flavescens (S.Watson) S.L.Welsh – Canyonlands prairie clover - Dalea foliolosa (Aiton) Barneby - Dalea foliosa (A.Gray) Barneby – leafy prairie clover - Dalea formosa Torr. – featherplume - Dalea frutescens A.Gray – black prairie clover, black dalea - Dalea galbina (J.F.Macbr.) J.F.Macbr. - Dalea gattingeri (A.Heller) Barneby – purpletassels - Dalea glumacea Barneby - Dalea grayi (Vail) L.O.Williams – Gray's prairie clover - Dalea greggii A.Gray – Gregg's prairie clover - Dalea glumacea Barneby - Dalea grayi (Vail) L.O. Williams - Dalea greggii A.Gray - Dalea gymonocodon - Dalea gypsophila Barneby - Dalea hallii A.Gray – Hall's prairie clover - Dalea hegewischiana Steud. - Dalea hemsleyana (Rose) Bullock - Dalea hintonii Sandwith - Dalea hospes (Rose) Bullock - Dalea humifusa Benth. - Dalea humilis G.Don - Dalea illustris Barneby - Dalea insignis Hemsl. - Dalea isidorii Barneby - Dalea jamesii (Torr.) Torr. & A.Gray – James' prairie clover - Dalea jamesonii (J.F.Macbr.) J.F.Macbr. - Dalea kuntzei Kuntze - Dalea lachnostachys A.Gray – glandleaf prairie clover - Dalea lamprostachya Barneby - Dalea lanata Spreng. – woolly prairie clover, woolly dalea - Dalea laniceps Barneby woollyhead prairie clover - Dalea lasiathera A.Gray – purple dalea - Dalea leporina (Aiton) Bullock – foxtail prairie clover, hare's foot dalea - Dalea leptostachya DC. | - Dalea leucosericea (Rydb.) Standl. & Steyerm. - Dalea leucostachya A.Gray - Dalea luisana S.Watson - Dalea lumholtzii B.L.Rob. & Fernald – Lumholtz's prairie clover - Dalea lutea (Cav.) Willd. - Dalea macrotropis S.Schauer - Dalea mcvaughii Barneby - Dalea melantha S.Schauer - Dalea mexiae Barneby - Dalea minutifolia (Rydb.) Harms - Dalea mixteca Barneby - Dalea mollis Benth. – hairy prairie lover - Dalea mollissima (Rydb.) Munz – soft prairie clover - Dalea moquehuana J.F.Macbr. - Dalea mucronata DC. - Dalea multiflora (Nutt.) Shinners – roundhead prairie clover - Dalea myriadenia Ulbr. - Dalea nana Torr. ex A.Gray – dwarf prairie clover - Dalea nelsonii Rydb. - Dalea nemaphyllidia Barneby - Dalea neomexicana (A.Gray) Cory – downy prairie clover, New Mexico dalea - Dalea nobilis Barneby - Dalea obovata (Torr. & A.Gray) Shinners – pussyfoot - Dalea obovatifolia Ortega - Dalea obreniformis (Rydb.) Barneby - Dalea onobrychis DC. - Dalea ornata (Hook.) Eaton & Wright – Blue Mountain prairie clover, handsome prairie clover - Dalea parrasana Brandegee - Dalea pazensis Rusby - Dalea pectinata Kunth - Dalea pennellii (J.F.Macbr.) J.F.Macbr. - Dalea phleoides (Torr. & A.Gray) Shinners – slimspike prairie clover - Dalea pinetorum Gentry - Dalea pinnata (J.F.Gmel.) Barneby – summer farewell - Dalea piptostegia Barneby - Dalea plantaginoides Barneby - Dalea pogonathera A.Gray – bearded prairie clover - Dalea polygonoides A.Gray – sixweeks prairie clover - Dalea polystachya (Sessé & Moc.) Barneby - Dalea pringlei A.Gray – Pringle's prairie clover - Dalea prostrata Ortega - Dalea pseudocorymbosa - Dalea pulchella G.Don - Dalea pulchra Gentry – Santa Catalina prairie clover - Dalea purpusii Brandegee - Dalea purpurea Vent. – purple prairie clover, violet dalea - Dalea quercetorum Standl. & L.O. Williams - Dalea reclinata (Cav.) Willd. - Dalea reverchonii (S.Watson) Shinners - Dalea revoluta S.Watson - Dalea rubrolutea Barneby - Dalea rzedowskii Barneby - Dalea sabinalis (S.Watson) Shinners – sabinal prairie clover - Dalea saffordii (Rose) Bullock - Dalea scandens (Mill.) R.T. Clausen – low prairie clover - Dalea scariosa S.Watson – Albuquerque prairie clover - Dalea scoparia – broom dalea - Dalea searlsiae (A.Gray) Barneby – Searls' prairie clover - Dalea sericea Lag. - Dalea sericocalyx (Rydb.) L.Riley - Dalea similis Hemsl. - Dalea simulatrix Barneby - Dalea smithii (J.F.Macbr.) J.F.Macbr. - Dalea sousae Barneby - Dalea strobilacea Barneby - Dalea tapacariensis Kuntze - Dalea tenuicaulis Hook.f. - Dalea tentaculoides Gentry – Gentry's indigobush - Dalea tenuifolia (A.Gray) Shinners – slimleaf prairie clover, bigtop dalea - Dalea tenuis (J.M. Coult.) Shinners Shinners – pinkglobe prairie clover - Dalea thouinii Schrank - Dalea tolteca Barneby - Dalea tomentosa (Cav.) Willd. - Dalea transiens Barneby - Dalea tridactylites Barneby - Dalea trifoliata Zucc. - Dalea trochilina Brandegee - Dalea urceolata Greene – pineforest prairie clover - Dalea verna Barneby - Dalea versicolor Zucc. – oakwoods prairie clover - Dalea villosa (Nutt.) Spreng. – silky prairie clover - Dalea virgata Lag. - Dalea viridiflora S.Watson - Dalea weberbaueri Ulbr. - Dalea wigginsii Barneby - Dalea wrightii A.Gray – Wright's prairie clover - Dalea zimapanica S.Schauer |

## Abans ubicats dins aquest gènere
| - Errazurizia megacarpa (S.Watson) I.M.Johnst. (com D. megacarpa S.Watson) - Marina calycosa (A.Gray) Barneby (com D. calycosa A.Gray) - Marina diffusa (Moric.) Barneby (com D. diffusa Moric.) - Marina nutans (Cav.) Barneby (com D. nutans (Cav.) Willd.) - Marina parryi (Torr. & A.Gray) Barneby (com D. parryi Torr. & A.Gray) - Psorothamnus arborescens var. arborescens (com D. arborescens Torr. ex A.Gray) - Psorothamnus arborescens var. pubescens (Parish) Barneby (com D. amoena S.Watson) - Psorothamnus arborescens var. simplifolius (Parish) Barneby (com D. californica S.Watson) | - Psorothamnus emoryi (A.Gray) Rydb. (com D. emoryi A.Gray) - Psorothamnus fremontii (Torr. ex A.Gray) Barneby (com D. johnsonii S.Watson) - Psorothamnus fremontii var. fremontii (com D. fremontii Torr. ex A.Gray) - Psorothamnus kingii (S. Watson) Barneby (com D. kingii S. Watson) - Psorothamnus polydenius (Torr.) Rydb. (com D. polydenia Torr.) - Psorothamnus schottii (Torr.) Barneby (com D. schottii Torr.) - Psorothamnus scoparius (A. Gray) Rydb. (com D. scoparia A.Gray) - Psorothamnus spinosus (A. Gray) Barneby (com D. spinosa A.Gray) |